# Marcos Oliveira (político)
Marcos Vinicius Lima de Oliveira, (Itabaiana, 11 de janeiro de 1990), é deputado estadual, filiado ao Partido Liberal (PL), eleito pelo estado de Sergipe.

## Biografia
Se elegeu vereador de Itabaiana em 2016, sendo re-eleito em 2020.

Em 2022, virou Deputado Estadual.